# Roger Darrobers
Roger Darrobers est un sinologue français.

## Biographie
Roger Darrobers a étudié le chinois à l'INALCO avant d'être été attaché culturel en Chine.
Il est professeur de langue et civilisation chinoise à l'Université de Paris-X Nanterre. Ses recherches actuelles portent sur l'histoire du théâtre chinois et sur les textes politiques et philosophiques de Zhu Xi (1130-1200).